# Potok Kościelnicki
Potok Kościelnicki – potok w województwie małopolskim, dopływ Wisły o długości 14,25 km i powierzchni zlewni 25 km². Źródła znajdują się w Biórkowie, przepływa przez położone na terenie Krakowa osiedla Górka Kościelnicka, Kościelniki, Wolica. Na odcinku 3 kilometrów stanowi granicę Krakowa a do 1918 – granicę państwową Rosji i Austro-Węgier, wcześniej granicę Rosji z Wolnym Miastem Krakowem. Zanieczyszczony ściekami kombinatu metalurgicznego.
Ujście potoku Kościelnickiego do Wisły stanowi najniżej położony punkt na terenie Krakowa.